# Захария (род)
Захария — албанский дворянский род, который впервые упоминается в XIV веке. Некий Николай Захария впервые упоминается в 1385 году как командир династии Балшичей и губернатор Будвы в 1363 году. После более чем двадцати лет верной службы, Николай Захария восстал в 1386 году и стал правителем Будвы. Однако в 1389 году Георгий II Балшич вновь захватил город.

## История
Имя Николая Захария появляется как Никола Саката во многих оригинальных венецианских и рагузинских документах (как губернатор Будвы в 1383 году, влиятельный человек в Зете в 1386 году и лорд Дагнума в период сотрудничества с семьей Балшичей). Это является основанием для некоторых выводов о том, что Николас Захария и Никола Сакат — это одно и то же лицо, которое связано с Коджей Захарией. Комнен Арианити из дома Арианити женился на дочери Николая Захария Сакати, правителя Будвы. У них было три сына (Георгий, Музака и Владан) и одна дочь, которая вышла замуж за Пала Дукаджини.
В 1396 году, благодаря благоприятной политической ситуации, Коджа Захария захватил замок Дагнум и объявил себя вассалом османского султана Баязета. Во втором браке Балша III женился на Болье, дочери Коджи Захарии, в 1412 или в начале 1413 года . В 1415 году их единственный сын и единственный мужской потомок семьи Балша скончался. Коджа сохранил контроль над регионом, и после его смерти они были переданы его единственному сыну Леке Захарии.
По словам Марин Барлети, в 1445 году во время церемонии бракосочетания сестры Скандербега Мамики Кастриоти у него возник спор с Лекой Дукаджини. Причиной этого спора стала женщина по имени Ирина Душмани, наследница рода Душмани. Похоже, она предпочитала Лека Захарию, хотя Лека Дукаджини этого не одобрял. Произошла стычка, и Лека Дукаджини был ранен и спасен только вмешательством Враны Конти. Два года спустя, в 1447 году, Лека Захария был убит в засаде, и Лека Дукаджини был обвинен в этом убийстве.
Подлинные венецианские документы показывают, что это убийство произошло в 1444 году. Согласно Венецианскому хронисту Стефано Магно, именно Николас Дукаджин, вассал Захарии, убил Лека Захарию в бою, а не Лека, как утверждает Марин Барлети. Стефано Магно также заявил, что перед смертью Лека Захария выразил желание, чтобы его имущество было передано Венецианской Республике.
После смерти Леки Захарии, не оставившего наследников, крепость Дагнум должна была перейти Лежской лиги во главе со Скандербегом, участником которой была Лека Захария. Однако его мать сдала замок венецианской республике. Эти события спровоцировали Албано-Венецианскую войну (1447—1448), которая длилась два года. В конце концов замок Дагнум остался в руках венецианцев, которые обязались платить ежегодную дань Скандербегу.
Согласно Экрему Влоре, некоторые члены семьи Захария первоначально были православными христианами, а затем перешли в римский католицизм в 1414 году.
Божа Захария, албанский дворянин, который также был членом семьи Захария, погиб во время пожара в венецианском Скутари в октябре 1448 года.